# Livre de Leinster
Le Livre de Leinster (en irlandais Lebor Laignech), anciennement connu sous le nom de Livre de Noughaval (Lebor na Nuachongbála), est un manuscrit irlandais médiéval compilé vers 1160 et conservé aujourd'hui au Trinity College de Dublin.
Il est l'une des sources les plus importantes en matière de littérature irlandaise médiévale, de généalogie et de mythologie celtique irlandaise, contenant entre autres le Lebor Gabála Érenn (le Livre des invasions d’Irlande), la version la plus complète du Táin Bó Cúailnge (la Razzia des vaches de Cooley), le Metrical Dindshenchas et une traduction/adaptation en irlandais du De excidio Troiae Historia. Ce livre semble l'œuvre d'un seul copiste/compilateur, Áed Ua Crimthainn. D'après les annales conservées dans ce manuscrit, on peut dire qu'il fut composé entre 1151 et 1201, l'essentiel de l'œuvre datant des années 1160, dans une période troublée, entre réformes ecclésiastiques et désordres politiques. 
Le manuscrit compte 187 feuilles de 33 cm sur 23 environ. Une note dans le livre laisserait entendre que 45 feuilles se sont perdues. Une édition diplomatique a été publiée par l'Institut d'études avancées de Dublin en six volumes sur une période de vingt-neuf ans.
Le manuscrit est en cours de réhabilitation et de numérisation, avec le concours de la Bank of America, en vue d'une publication en ligne sur le site de la bibliothèque virtuelle du Trinity College.